# Amara cupreolata
Amara cupreolata är en skalbaggsart som beskrevs av Jules Putzeys. Amara cupreolata ingår i släktet Amara och familjen jordlöpare. Inga underarter finns listade i Catalogue of Life.